# 完颜京
完颜京，金朝宗室大臣，女真完颜氏，本名忽鲁。太祖阿骨打之孙，左副元帅、宋王完顏宗望的儿子。
完颜京以宗室子晋升为特進，开始担任为翰林学士。金熙宗皇统九年（1149年），拜御史大夫。完顏亮天德二年（1150年），担任翰林学士承旨，兼修国史。历任工部尚书、礼部尚书、兵部尚书，改任判大宗正事，封曹王，外任河间尹。正隆二年（1157年），例封沈国公，为北京大定府（今内蒙古自治区宁城县西北大明城）留守，改任益都尹。正隆六年（1161年），因违制在立春日饮酒，降为滦州刺史。不久改任降阳军节度使。完颜亮派遣护卫忽鲁前去杀他，他得到消息，逃到汾州境，得免。十月，世宗完颜雍于东京辽阳府即位，他到桃花坞入觐，判大宗正事，封寿王。改任西京（大同府）留守。金世宗大定五年（1165年），谋反，事发，免死除名，被安置在岚州楼烦县，朝廷给予上田。